# Parandrita gracilis
Parandrita gracilis är en skalbaggsart som beskrevs av Sharp in Sharp och Scott 1908. Parandrita gracilis ingår i släktet Parandrita och familjen ritsplattbaggar. Inga underarter finns listade i Catalogue of Life.